# Sasuke Uchiha
Sasuke Uchiha (うちはサスケ, (japansk); Uchiha Sasuke) er én af hovedpersonerne i manga- og anime-serien Naruto. Selvom han i starten af serien virker som en af de mere kedelige figurer, udvikler han sig i høj grad, som en dynamisk og interessant karakter. Sasuke er en slyngel  fra Konohagakure og en internationalt eftersøgt kriminel.

## Baggrund
Som den yngste søn af Konohas militære politistyres kaptajn og Uchiha-klanens overhoved, Fugaku Uchiha og Mikoto Uchiha, var Sasuke i skyggen af sin ældre bror, Itachi Uchiha. Itachi blev anset som værende meget dygtig og et geni, og hans arbejde fremover skulle styrke sammenholdet mellem klanen og byen. Især Sasukes far tog stor interesse i Itachi. Itachi, der imod, var dog ikke hvad klanen forventede, da han tog stor interesse i Sasukes træning som ninja – mere end deres far gjorde, og han brugte gerne noget kvalitets tid med Sasuke. Selvom Sasuke havde styr på alt hvad han lavede på Ninja Akademiet, kunne han stadig ikke slippe Itachis skygge. Selvom han scorede topkarakter i alle sine fag, fik han aldrig anerkendelse fra sin far, der kun sammenlignede Sasuke med Itachis evner. Itachi så dog Sasukes rivalskab og fortalte ham; "Vi er brødre. Jeg er muren du må klatre over så du og jeg vil kunne blive sammen."
Itachis blev dog ikke mere populære hos sin far, da Itachi blev udspurgt, om et mord på sin bedste ven, Shisui. Da Itachis foretog sig flere og flere bizarre ting, begyndte Fugaku at bruge mere tid med Sasuke og lærte ham bl.a. ildteknikken Great Fireball, hvilket var en meget almindelig jutsu for Uchiha-klanens medlemmer i Sasukes alder.  På dette tidspunkt er Sasuke kun 7 år, men han mestrer teknikken på en uge, hvor han viser sig at være ligeså god som Itachi. Han bliver derfor også værdig til at bære det officielle Uchiha rygmærke. Dog giver han Sasuke en advarsel, om ikke at gå den vej Itachi er gået.
Kort efter massakrer Itachi samtlige familiemedlemmer i Uchiha-klanen, og undlader kun Sasuke, da han ikke var værd at dræbe. Itachi tilføjer; "Du ville altid overgå mig. Derfor vil jeg lade dig leve... hvis du ønsker at dræbe mig, så had mig, foragt mig... og for alt i verden flygt, og knug dig til dit liv." Itachi fortalte også Sasuke, om Uchiha-klanens hemmelige rum, hvor han foreslår Sasuke lærer om deres sande historie og Sharingan'ens virkelige formål. Han fortalte ham, at hvis han "ville vække sin egen Mangekyo Sharingan, måtte han dræbe den han var tættest på" og "Når vi mødes i kamp, skal vi have de samme øjne. " Sasuke husker, selvom han besvimede halvt, at han vækkede sin Sharingan og forfulgte Itachi. Da han nåede Itachi formåede han dog kun at slå hans pandebånd af ham. Itachi ses tørre en tåre væk, da han samler sit pandebånd op. Han bruger derefter sin Mangekyo Sharingan på Sasuke, og det næste Sasuke husker er, at han vågnede op på hospitalet.

## Personlighed
Da han var et barn plejede han at være en en meget artig dreng, der elskede sine forældre og sin bror, og som var respektfuld over for sine klans mænd og sine lærere. Han var meget stolt af, at være Itachis bror og Fugakus søn, de der beskyttede Konoha, og han ville blive ligesom dem. Men efter Itachi massakrerede klanen, ændrede Sasuke sine idealer og sin personlighed – han blev kold, ensom og viede sit liv til at dræbe Itachi, som kastede ham ind i dette mørke.
Da han først bliver præsenteret gennem Team 7, er han på et helt andet niveau, end de andre på sit hold. Helt klar over dette er han ikke villig til at samarbejde med Naruto Uzumaki eller Sakura Haruno, da han ikke mener de vil kunne hjælpe ham med at dræbe Itachi. Naruto og Sakura er særdeles hjælpfulde – på hvert sit plan; Sakura kunne samle en masse informationer og Naruto var Sasukes rival til at effektivisere sin træning og blive stærkere.
Selvom han gennem hele serien forsøger, at holde sig selv fokuseret på Itachi, begynder han også at tænke på sin holdkammerater i del I. Han kommer tættere på dem og begynder at risikere sit liv for at redde dem, selvom hans død vil betyde, at han ikke vil være i stand til, at nå sit mål om hævn over Itachi. Men selvom han bliver mere og mere lykkelig med livet i Konoha, lader han dog aldrig tanken om, at han skal være stærkere gå fra sig.
Under Chunin eksamen, noterer Orochimaru sig Sasukes ønske om hævn og brænder ham med et Cursed Seal of Heaven for, at give ham smag for styrke, hvis han holder sig til stien om hævn. Selvom Kakashi Hatake, deres sensei, forsegler dette sejl, begynder Sasuke at trække mere og mere styrke fra det, da forseglingen kun holder, så længe Sasuke ikke vil have styrken derfra.
Ifølge Kakashi har Sasuke både over- og underlegenhedskompleks, da han ikke vil indse, når han er fejl på den eller er helt uden for rækkevidde (styrke, i forhold til andre). Mens Sasuke døjer med dette problem, bliver Naruto kun stærkere – mere og hurtigere end Sasuke. Dette, sammen med et nederlag til Itachi, der kort vendte tilbage til Konoha, førte til, at Sasuke syntes sin udvikling gik langsom. I et forsøg på at måle sin styrke, begynder han at true Naruto og ser ham som en fjende og udfordrer ham i kamp – han bruger endda sin Chidori, som Kakashi har lært ham kun at bruge, for at beskytte sine venner.
Utilfreds med sin fremgang i Konoha og troende på, at Orochimaru har nøglen til, at han kan blive stærk nok og dræbe Itachi, deserterer Sasuke til Konoha i slutningen af Del I, på trods af Kakashis prædiken om, at hævntørst er den forkerte vej at følge. Naruto prøver at stoppe ham, men Sasuke, der tror at Narutos død – sin nærmeste ven – vil give ham enorm styrke (hvilket Itachi har fortalt ham), prøver at dræbe ham i stedet. Sasuke besejrer Naruto, men formår ikke at dræbe ham, da han tror Itachi sagde det til ham for, at han ikke skulle slutte sig til Orochimaru og han fortsætter derfor til Orochimaru.
I Del II viser Sasuke sin gamle personlig; ekstrem stolt af sig selv og loyal mod Uchiha-klanen – han bærer sin klans mærke på ryggen og nægter at bruge sit pandebånd for både Konoha og Otogakure. I de to-et halvt år han har trænet under Orochimaru har hans mål udelukkende været, at han skulle dræbe Itachi. Han har endda sagt, at han vil give sin krop til Orochimaru, hvis dette kunne få hans mål til at ske fylde. Men senere dræber han Orochimaru, da han forsøger at stjæle Sasukes krop, da han mener det er en fornærmelse mod Uchiha-klanens stolthed.
Men på trods af sin kolde natur, er han ikke i stand til at forhindre sig selv i at beskytte andre, der kan hjælpe ham mod at dræbe Itachi. Og selvom han fortæller Naruto og Sakura, første gang de mødes efter de 3 år, at han havde glemt dem, viser han stadig, at han husker at beskytte sine holdkammerater i kampen mod Killer Bee. Men denne attitude ændrer sig efter Itachi er død. Da Sasuke fandt ud af, at hans bror var blevet brugt af Konohas Ældste til at eliminere deres klan, forsvandt alt hans had mod Itachi go blev rettet mod Konoha og det de gjort mod klanen, og den måde de behandlede Itachis følelser for deres egen sikkerhed.
Med tiden er Sasuke blevet ondere og mere hensynsløs over for de, der står i vejen for hans hævn, og han er villig til at dræbe alle der forsøger at stoppe ham – inklusiv sine egne allierede. Han har heller ikke noget problem med at dræbe sine tidligere holdkammerater. Sasukes ønske om at dræbe Danzō har fået selv Sakura til at miste håbet for Sasuke og forsøger nu selv at dræbe ham (selvom hverken hun, eller størstedelen af Konoha, kender den sande mening af Uchiha-massakren og Sasukes egentlige ønske om at dræbe Danzō).
Selvom han hele sit liv har været utrolig populær hos pigerne omkring ham, for at være lækker og cool, viser Sasuke absolut ingen interesse i disse piger (selvom de skulle være dødlækre), da hans eneste mål er hævn og kræfter. Her kan bl.a. nævnes Sakura Haruno, Ino Yamanaka, Temari, Karin, og Mei Terumī; den femte Mizukage. Selv da Sakuras barnlige forelskelse i Sasuke blev sat i handling, ville Sasuke ikke give noget som helst igen, men før han forlod byen gav han dog Sakura et tak – den sidste gang han var flink over for hende.

## Udseende
Sasuke har sort hår med blå spidser, hvilke bliver længere som historien skrider frem, og onyx øjne. Han har lysere hud end sin ældre bror, Itachi, havde. Som mange andre fra sin klan, hænger hans hår ned over begge sider af sit ansigt og giver kun et svag glimt af hans kinder. I starten af Del I er Sasukes beklædning en blå, kortærmet trøje med høj krave and Uchiha symbolet på sin ryg og hvide bukser.
I sidste del af Chunin eksamen har han en sort version af det hele. Som historien skrider frem bliver Uchiha-symbolet på hans ryg mindre og mindre.
I Del I bærer han også sit blå pandebånd med Konohas symbol på en metalplade. Efter sit andet nederlag til Itachi bærer han det ikke længere (med undtagelse af den kamp han har mod Naruto i Endens Dal, hvor han lader det falde til sidst).
I Del II er Sasuke blevet væsentlig højere (næsten øjenhøjde med Itachi) og mere muskuløs. Han blev første gang vist med en hvid trøje med lang ærmer og åben over torsoen med en mindre version af Uchiha mærket på sin krave i nakken. Han har sorte bukser med et blåt stykke stof hængende fra maven til knæene. Han har også et villa reb om sin talje, bundet i to buer. Efter sin kamp imod Deidara skiftede han til et sort trøje uden ærmer. Hans armbånds beskyttere blev også fjernet og erstattet med bandager om håndleddene. Han bærer også en kappe med dette.
Efter sin kamp mod Itachi skiftede han tilbage til hvid trøje med høj krave, men som hang ned halvvejs ved brystet, magen til den han bar i starten af Del II, men med korte ærmer. Han ses også med blå arm-varmere, hvor han bærer en Akatsuki kappe ud over. En anden ting der kan noteres er, at efter han sluttede sig til Akatsuki, lod han sit hår hænge over øjnene.

## Evner
Sasuke blev sin årgangs nummer. 1 på Ninja Akademiet – selv med sin kampteknik på Uchiha-klanens standard, er alt hvad han synes er mere vanskeligt kun med til at forbedre hans niveau. Han scorede højest i den praktiske eksamen, mens han var en af de bedste i den skriftlige eksamen og han graduerede derfor som et'er 
i klassen. Hans evner med Uchiha Fire release (ildteknikker) og våbenteknik overrasker Kakashi under deres første træningskamp. Madara, Itachi og Orochimaru har alle sagt, at Sasuke har det unikke potentiale til, at blive stærkere end Itachi og senere siges det, at Sasuke er stærkere end Orochimaru, da han var på Sasukes alder.
I Del II udvikler han sig med meget mere potentiale og bliver en mange gange stærkere ninja – stærk nok til at slå både Orochimaru, Deidara, Itachi og Danzō ihjel. Han kunne også holde skansen mod to kager (der er fem forskellige kager, den i Konohagakure hedder HOkage (ho betyder ild, og kage betyder skygge)) og deres livvagter helt alene, men måtte dog trække sig, da de andre kage sluttede sig til kampen. Sasuke praler dog på ingen måde med sine sejrer; han fastholder at Orochimaru var syg og dårlig og det derfor var ingen sag at slå ham. Itachi havde ligeledes været syg i lang tid og brugte medicin for at forlænge sit liv. Itachi var også på kanten til blindhed. Det skal dog nævnes, at Sasuke var nødt til at bruge sit Stage 2 da han dræbte Orochimaru i sin svage tilstand. Og i følge Madara, var Itachi også indstillet på, at han skulle dø i netop den kamp mod Sasuke. Så på trods af, at han vidste og havde planlagt og dø, var det Itachi der kontrollerede hele kampen.
Det kan også antages, at Sasuke har et højt niveau af chakra, da han var i stand til at hidkalde Manda (en kæmpe slange) i en meget svag tilstand, da Manda kun kan hidkaldes ved at have et højt niveau af chakra. Den Ni-halede Ræv noterede sig også, at Sasuke har den samme voldlige chakra som Madara. Under angrebet på de Fem Kagers Møde, noterede Karin, at Sasukes chakra var blevet mørkere og koldere end førhen – mere end sit Cursed Seal ellers ville give ham.

### Kamp evner
Selvom Sasuke er teknisk god med taijutsu fra starten af serien, bliver hans evner med disse væsentlig bedre efter han mødt Rock Lee i kamp.  Han kunne ikke kom efterligne Lees Løve Kombo, han kunne også improvisere yderligere på den og senere bruge Lees hurtighed med sin Chidori. Hans kampstil i Del II bygger primært på hans hurtighed og hans brug af sit Chokutō (et sværd), som han demonstrerer stor evne til at bruge. Mens han trænede hos Orochimaru, forbedrede Sasuke sin hurtighed mange gange, så han kunne bevæge sig store afstande på et øjeblik. Hans hurtighed i at lave håndtegn sprang også et stort skridt, så han kunne lave en masse meget hurtigt som set i kampen mod Itachi, hvor alting bliver sløret og en masse våben springer frem af det bare ingenting. Hans fysik blev endda øget så meget, at Sakura mistænkte ham for at have taget stoffer for at forbedre sin krops muskulatur. Hans øgede evner gjorde ham i stande til, at med lethed at kunne besejre hundredvis af Lyd ninjaer, uden at dræbe en eneste af dem og få en eneste skramme på sig.
Som sin bror, Itachi, er han en sandt geni i kamp. Han bevarer sit rolige blik og ser sin modstander an, mens han vælger den mest effektive jutsu at angribe dem med. Hans beslutsomhed gør ham også i stand til, at vælge taktikker, hvor han selv kommer til skade for at slå sin fjende. I Naruto Databogen nævnes det, at Sasuke kan afgøre en jutsus formål og styrke ud fra de håndtegn der bliver udført af brugeren. Han kan derefter afgøre angrebets længde ud fra farven på chakra'en.

### Cursed Seal
En vigtig del af Sasukes udvikling som Shinobi i Del I, er hans erhvervelse af Orochimarus Cursed Seal (forbandet segl). Orochimaru så straks Sasukes potentiale og gav ham dette segl, så Sasuke kunne få mere styrke og tirre ham til at opsøge mere styrke hos Orochimaru. Det bliver dog undertrykt af Kakashis jutsu og hans råd, men senere, i frustration, tvinges Sasuke til at bruge det i kamp. Når seglet aktiveres øges hans hurtighed, styrke, ydeevne og chakra. Men det beskadiger hans sind, og giver ham en mørkere personlighed og gør ham sårbar over for Orochimarus indflydelse.
Efter han forladt Konoha, med hjælp fra Sound Four, åbner Sasuke op for niveau to af sit Cursed Seal, hvilket nu dækker hele hans krop. Han får også kræfter der kan måle sig med en et-halet Naruto. På niveau to bliver hans hud mørke gråt, hans hår bliver længere, men beholder dog stilen og læberne får en blå, giftig farve og han får to hånd-formet vinger på sin ryg, så han kan svæve. I denne form, er ikke kun hans fysiske evner forbedret, men også hans teknikker har fået et skub op med den mørke chakra. Men i denne form tæres han krop meget hurtigere, så han kan ikke bruge den i længere perioder. I Del II har han fuld kontrol over sit Cursed Seal og kan trække kræfter derfra, uden at aktivere det. Han har også forlænget den tid, hvor han kan blive i sin niveau to form. Men da Itachi forseglede Orochimaru, forsvandt seglet fra Sasuke nakke.

### Hidkaldelses teknikker
Orochimaru gav Sasuke kontrakten til hidkaldelses teknikken for slanger, så som Manda. Sasuke kan også bruge teknikken Snake Authority Spell (slange autoritets besværgelse) som hidkalder slanger fra hans hænder, som angriber eller binder hans modstandere. Efter Sasuke havde absorberet Orochimaru  fik Sasuke Orochimarus regenererings evner, hvilket gjorde ham i stand til, at heale meget hurtigere end før. Han var også i stand til at hidkalde slanger fra hvilken som helst del af sin krop, og han kunne bruge Orochimarus genfødsels teknik så han kan lade et ham falde af sin hud og reparere sin krop. Efter Itachi forseglede Orochimaru fra Sasukes krop , forsvandt Sasukes Cursed Seal også og det formodes, at han også mistede en del af disse kræfter.
Sasuke har ikke brugt sine slangeteknikker siden sin kamp imod Itachi, end ikke mod Killer Bee, hvilket har skabt tvivl, om han overhovedet havde en kontrakt med slangerne (en fakta, der aldrig blev verificeret i mangaen). Det skal også nævnes, at tatoveringen på hans venstre arm, som han brugte til at hidkalde slanger, forsvandt efter kampen mod Itachi, hvilket indikerer at han mistede sine kræfter efter Orochimaru forsvandt. Det er derfor en mulighed, at alle hans slangeteknikker forsvandt med Orochimaru. For at vise, at han ikke længere har noget med slanger at gøre, skiftede han også navnet på sit hold fra Hebi (slange) til Taka (høg). Under kampen med Danzō ses det også, at hans dyre-kampstil har ændret sit til en høg, som da han hidkalder en høg og flyver rundt på den. Det er ligeledes ukendt, om han har en kontrakt med dem.

### Element teknikker
Sasuke har flere gange vist, at han er et sandt geni, da han gentagende gange har vist stor evne inden for ild-baseret jutsu'er. Da han var blot 7 år gammel kunne han allerede mestre sin klans kendings jutsu, Great Fireball (stor ildkugle, der blæses ud af munden). Selv Kakashi Hatake var imponere over en sådan præstation der, i følge ham, normal kræver meget mere erfaring end genin'er normalt har for, at bruge element teknikker. I håb om, at Sasuke ikke ville bruge kraften fra sit Cursed Seal, lærte Kakashi ham Chidori, som er mere effektiv med hans Sharingan øjne. Med denne kombination, kan han nemlig slå sig igennem de fleste forhindringer og skade sin modstander svært. I Del I kan Sasuke dog kun bruge dette angreb to gange om dagen – et tredje forsøg vil aktivere hans Cursed Seal.
Over tid udvikler Sasuke sin evne til at bruge dette angreb, så han kan manipulere Chidoris lyn-baseret chakra. I starten af Del II kan han bruge det således, at hans krop omgives af et elektrisk skjold, som beskytter ham mod fysiske angreb. Han kan også bruge det i sit sværd, så det giver en enorm skade og skærer igennem næsten hvad som helst. Han kan også koncentrere det til en mere fast form, som små pile han skyder af sted i mod sin modstander, eller som et skarpt sværd, så han kan lave mere præcise angreb.
Sasukes mest kraftfulde teknik er hans egen Kirin, en lyn-teknik, der bruger rigtige lyn og ikke chakra. Hvis der ikke er nogle lynskyer at bruge, kan han bruge en ild-teknik, som skaber store lyn-skyer. Herefter tager han kontrollen over lynene og former dem til en Qilin (mytologisk, kinesisk drage) og lader den så styrte lige ned på sin modstander. Denne teknik er så kraftig, at den kan destruere et relativt stort område.
Efter at have tilpasset sig sine nye Mangekyo Sharingan evner, udvikler han en avanceret ild-teknik, kendt som Blaze Release; et element trukket fra Amaterasu. Udover at udsende uudslukkelige, sorte flammer, der ætser alt der fokuseres på af øjet, som Sasuke kontrollerer. Han kan derudover også bruge dem til at skabe et skjold om sig.

### Sharingan
Som medlem af Uchiha-klanen, besidder Sasuke Sharingan øjnene, klanens Kekkei Genkai (evne, som kun en bestemt blodlinje har). Den aktiveres til det første stadie, da Itachi forlod Konoha efter Uchiha-massakren, men på grund af traumatiseringen glemte han evnen. Han aktiverer den igen i sin kamp mod Haku på Den store Naruto Bro. Han bruger den også på Rock Lee og læser på den måde hans angreb. Selvom kampen næsten er færdig før den er begyndt og Sasuke ikke når at se alle Lees angreb, kan han lave en nøjagtig kopi af den senere under Chunin eksamen.
Mens hans evne med Sharingan øjnene var ringe i Del I, bliver de markant bedre i Del II. I sit møde med Naruto, var Sasuke i stand til at nå ind til Narutos underbevidsthed, hvor han undertrykte den Ni-halede ræv inde i Naruto. Ved denne lejlighed sammenlignede ræven også Sasukes øjne og chakra med Madara Uchiha, som var endnu mere vanvittig end sin egen. Hans Sharingan genjutsu evner forbedres også fra Del I til Del II, hvilket gør ham i stand til at hypnotisere sin modstandere og kontrollere hidkaldte væsner så stærke som Manda. Da Orochimaru forsøgte at overtage Sasukes krop, var Sasuke i stand til at bruge sin Sharingan til at kæmpe imod og vende processen mod Orochimaru. Hans evner med Sharingan'en har også udviklet sig så meget, at han bryder Mangekyo Sharingan genjutsu'en, Tsukuyomi.

#### Mangekyo Sharingan
Sasuke vækker sin Mangekyo Sharingan efter sin storebror, Itachis død. Sasukes Mangekyo tager form som tre ellipser, eller måske bedre kendt som Ernest Rutherford atomkerne-model. I modsætning til andre Sharingan design, der har et sort pupil og design og rød iris, er denne Sharingan rød med sort iris.
Den første evne Sasuke viser med sin Mangekyo er genjutsu – formenligt Tsukuyomi, som han knækkede sin offers vilje med og paralyserede ham , . I sin kamp mod Danzō, håner Danzō Sasukes evne med genjutsu, da han, i modsætning til Itachi, ikke kan styre sit offers opfattelse af tid og rum når vedkommende er underlagt Tsukyuomi. Den anden evne er Amaterasu, som Itachi implanterede i Sasukes øjne før sin død. Da Sasuke første gang bruger den uden intention mod Madara, tager hans øjne samme udseende som Itachis Mangekyo Sharingan. Da han senere bruger den tager den form som hans egen Mangekyo Sharingan. Flere karakterer har antydet, at hans evner med Amaterasu overgår Itachis, da han er i stand til, at kontrollere de sorte flammer med sit højre øje og med dem begge slukke dem. Han lider dog af de samme eftervirkninger som Itachi gjorde, så hans øjne begynder at bløde – ligeledes vil han syn også blive gradvist sløret.
Sasuke viser også sine evner med Susanoo, som han kan kan bruge i stil med sit Cursed Seal, hvor han kun bruger enkelte dele af gangen. Han bruger f.eks. en ikke-komplet version til forskellige legligheder. I sin kamp mod Danzō bruger han en mere komplet version, og dens evne til at bruge flere våben, som mod Raikagen med næve og sværd og mod Danzō med bue, som også tjener som skjold. Senere, i sin kamp mod Kakashi, gør han Susanoo perfekt, da den får et ekstra lag rustning – magen til Itachis. Den sidste evne Sasuke viser er hans evne til at manipulere med de Amaterasus sorte flammer – kendt som Blaze Release
I modsætning til Itachi, kommer Amaterasu (ninjutsu), fra hans venstre øje og hans genjutsu fra den højre øje, sammen med evnen til at manipulere og slukke de sorte flammer. Men ligesom med Itachi, skades Sasukes af sin brug af Mangekyo Sharingan, hvilket giver ham store smerter og gør ham træt. Da han hviler sig efter sin kamp mod Killer Bee opdagede Sasuke, at hans syn var en smule sløret, hvilket er det første stadie på vejen til at blive blind. Efter sin kamp mod Danzō siger Madara, at han ikke længere er i stand til at bluffe sit syn, da han er ved at miste det og i sin kamp med Kakashi, viser han Susanoos perfekte for, kun for at miste den få sekunder senere, da hans syn næsten forsvinder. Sasuke nægter at bruger Itachis øjne, da han hårdnakket påstår, at deres syn er forskelige. Men efter hans snak med Naruto, beder han endelig Madara om at transplantere Itachi øjne til ham, så han destruere Naruto med fuld styrke.

### Stats
| Databook | Ninjutsu | Taijutsu | Genjutsu | Intelligens | Styrke | Hurtighed | Udholdenhed | Håndtegn | Total |
| -------- | -------- | -------- | -------- | ----------- | ------ | --------- | ----------- | -------- | ----- |
| Først    | 2.5      | 2.5      | 1.5      | 2           | 2      | 3         | 2           | 3        | 18.5  |
| Anden    | 3.5      | 2.5      | 1.5      | 2.5         | 3      | 3.5       | 3           | 3        | 22.5  |
| Tredje   | 5        | 3.5      | 4        | 4.5         | 4      | 5         | 3.5         | 4        | 33.5  |

## Del I
Da Team 7 skulle laves af Naruto Uzumaki, Sakura Haruno og Sasuke selv, var de ikke umildbart den bedste udtrækning; Sasuke forsøgte at undgå dem begge, da de trak ham ned, Sakura ville være i romantisk nærhed med Sasuke og undgå Naruto mest muligt, men Naruto havde varme følelser over for Sakura, men hadede Sasuke over alt. Deres test gik på, om de kunne tage to klokker fra Kakashi. Sasuke forsøgte solo, ignorerede Sakura og Naruto og var tættest på af dem, men da han ikke kunne klare det, måtte de arbejde sammen som et team. Sammen fandt de ud af, at opgavens virkelige formål ikke var at få fat i klokkerne, men at arbejde sammen, frem for at gøre alting selv, og med denne erfaring bestod de.